# Marie d'Harcourt (1398-1476)
Pour les articles homonymes, voir Marie d'Harcourt.
Marie d'Harcourt, née en 1398, morte en 1476, fut comtesse d'Aumale et baronne d'Elbeuf de 1452 à 1476. Elle était fille de Jean VII, comte d'Harcourt, d'Aumale et baron d'Elbeuf, et de Marie d'Alençon.
Il semble qu'elle revendiqua également le comté d'Harcourt sur l'héritage paternel, car elle prit également le titre de comtesse d'Harcourt, mais ce fut sa sœur Jeanne d'Harcourt qui le reçut. Elle transmit immédiatement la gestion de ses terres à son fils cadet Jean.
Elle épouse le 12 août 1416 Antoine de Lorraine (1400 † 1458), comte de Vaudémont et sire de Joinville. Ils eurent :
- Ferry II (1428 † 1470), comte de Vaudémont et sire de Joinville;
- Jean VIII († 1473), comte d'Harcourt, d'Aumale et baron d'Elbeuf;
- Henri († 1505), évêque de Thérouanne (1447-1484), puis de Metz (1484-1505);
- Marguerite de Lorraine, Dame d'Aerschot et de Bierbeke (décédée avant 1474), mariée en 1432 à Antoine Ier le Grand de Croÿ;
- Marie († 1455), mariée en 1450 à Alain IX († 1462), vicomte de Rohan

Elle est célèbre comme guerrière : peu après avoir donné vie à l'un de ses enfants elle a monté une expédition militaire dont elle a pris la tête pour aller libérer Vaudémont et est parvenue à en briser le siège.